# (24665) Tolerantia
(24665) Tolerantia est un astéroïde de la ceinture principale.

## Description
(24665) Tolerantia est un astéroïde de la ceinture principale. Il fut découvert le 8 septembre 1988 à Tautenburg par Freimut Börngen. Il présente une orbite caractérisée par un demi-grand axe de 2,31 UA, une excentricité de 0,15 et une inclinaison de 4,0° par rapport à l'écliptique.

## Compléments